# Alvise Contarini

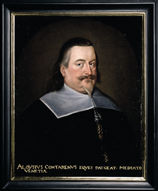
Alvise Contarini

Alvise Contarini (* 23. April 1597; † 11. März 1651 in Venedig) war ein venezianischer Adliger und Diplomat. Er entstammte der zweiten Ehe des Tommaso Contarini di Gasparo mit Maria Pisani und war mithin ein Urgroßneffe des Kardinals Gasparo Contarini.
Ab 1618 übernahm Contarini verschiedene Aufgaben in der Verwaltung der Republik Venedig. Fünf Jahre später, im Jahre 1623, konnte er einen Platz im Großen Rat einnehmen. Daraufhin wurde er venezianischer Botschafter in der Republik der Sieben Vereinigten Niederlande. Von 1626 an war er Botschafter in England, bis er 1629 zum Botschafter in Frankreich ernannt wurde. Während dieser Zeit veranlasste er den damaligen französischen König Ludwig XIII. zu einem Bündnis mit Venedig, um Österreich an der Besetzung des Veltlins zu hindern. Außerdem gewann er Kardinal Richelieu zur Unterstützung Schwedens.
1632 wurde Contarini zum Gesandten an der Römischen Kurie gewählt. Von 1636 bis 1641 war er Bailò  in Konstantinopel. Während des Dreißigjährigen Krieges (1618–1648) wurde Alvise Contarini 1643 als Mediator in Münster für die Friedensverhandlungen eingesetzt, die schließlich zum Westfälischen Frieden führten. Contarini besaß großes Vertrauen bei allen Konferenzteilnehmern, und er war zugleich ein wichtiger Mittelsmann von Fabio Chigi, der nicht direkt mit den Vertretern der protestantischen Parteien verhandeln durfte.